# Фалкув (гміна)
Гміна Фалкув (пол. Gmina Fałków) — сільська гміна у східній Польщі. Належить до Конецького повіту Свентокшиського воєводства.
Станом на 31 грудня 2011 у гміні проживало 4739 осіб.

## Територія
Згідно з даними за 2007 рік площа гміни становила 132.10 км², у тому числі:
- орні землі: 52.00%
- ліси: 40.00%

Таким чином, площа гміни становить 11.59% площі повіту.

## Населення
Станом на 31 грудня 2011:
| Опис     | Загалом | Загалом | Чоловіки | Чоловіки | Жінки | Жінки |
| -------- | ------- | ------- | -------- | -------- | ----- | ----- |
| одиниця  | осіб    | %       | осіб     | %        | осіб  | %     |
| все      | 4739    | 100     | 2386     | 50.35    | 2353  | 49.65 |
| міське   | 0       | 100     | 0        |          | 0     |       |
| сільське | 4739    | 100     | 2386     | 50.35    | 2353  | 49.65 |

## Сусідні гміни
Гміна Фалкув межує з такими гмінами: Пшедбуж, Руда-Маленецька.